# Coccoloba swartzii
Coccoloba swartzii Meisn. – gatunek rośliny z rodziny rdestowatych (Polygonaceae Juss.). Występuje naturalnie w neotropikach – na Karaibach oraz obszarze od Meksyku i Gwatemali po Wenezuelę. 

## Morfologia
PokrójWiecznie zielone drzewo dorastające do 10–20 m wysokości. Kora ma szarą barwę.
LiścieIch blaszka liściowa jest nieco skórzasta i ma kształt od eliptycznego do eliptycznie owalnego. Mierzy 4–15 cm długości oraz 4–10 cm szerokości, o nasadzie od sercowatej do ostrokątnej i tępym wierzchołku. Ogonek liściowy jest owłosiony i osiąga 10–18 mm długości. Gatka jest owłosiona i dorasta do 10–12 mm długości.
KwiatyObupłciowe, zebrane w grona o długości 10–15 cm, rozwijają się na szczytach pędów. Listki okwiatu mają zielona barwę.
OwoceMają jajowaty kształt, osiągają 6–10 mm długości oraz 5–6 mm szerokości.

## Biologia i ekologia
Rośnie w lasach wtórnych oraz kserofitycznych. Występuje na wysokości do 600 m n.p.m. Kwitnie od kwietnia do czerwca.